# Toschkiwka
Toschkiwka (ukrainisch Тошківка; russisch Тошковка/Toschkowka) ist eine Siedlung städtischen Typs im Osten der Ukraine mit etwa 4400 Einwohnern.
Der Ort liegt im Westen der Oblast Luhansk im Rajon Sjewjerodonezk etwa 22 Kilometer nordöstlich der ehemaligen Rajonshauptstadt Popasna und 58 Kilometer nordwestlich der Oblasthauptstadt Luhansk am Südufer des Flusses Bilenka (Біленька).
Toschkiwka wurde 1871 als Arbeitersiedlung für neugegründete Kohlezechen gegründet, 1938 erhielt er den Status einer Siedlung städtischen Typs zuerkannt.
Bis zum 7. Oktober 2014 war der Ort ein Teil der Stadtgemeinde von Perwomajsk, danach wurde er in den Rajon Popasna eingegliedert.
2014 kam es im Zuge des Russisch-Ukrainischen Kriegs zu mehreren Angriffen der Separatisten auf den Ort, dabei gab es mehrere Tote und Verletzte, 2015 wurde das Lenindenkmal im Ort entfernt.
Seit Mai 2022 ist Toschkiwka Kriegsschauplatz des russischen Überfalls auf die Ukraine.
Am 12. Juni 2020 wurde die Siedlung ein Teil der neugegründeten Stadtgemeinde Hirske, bis dahin bildete sie die gleichnamige Siedlungsratsgemeinde Toschkiwka (Тошківська селищна рада/Toschkiwska selyschtschna rada) im Osten des Rajons Popasna.
Seit dem 17. Juli 2020 ist sie ein Teil des Rajons Sjewjerodonezk.